# Зримая песня
«Зримая песня» — знаковый спектакль-концерт 1960-х годов, созданный студентами Учебного театра Ленинградского государственного института театра, музыки и кинематографии (ЛГИТМиК) под руководством Георгия Александровича Товстоногова.

## История создания
Народный артист СССР Георгий Александрович Товстоногов руководил Ленинградским Большим драматическим театром и в то же время преподавал в ЛГИТМиК. Он считал преподавательскую работу в институте делом первостепенной важности. По его мнению молодые режиссёры страдали неумением пластически выразить свою мысль, не понимали назначения актёров, которые в воображении молодых режиссёров были не более чем вспомогательным материалом в спектаклях. Эти проблемы были связаны с неразвитой режиссёрской фантазией, оставшейся без настоящего тренажа все студенческие годы. Г. А. Товстоногов предпринял попытку перестроить воспитание молодых режиссёров. Он создал «синтетический» курс, где решил обучать актёров и режиссёров вместе. Будущий режиссёр должен пройти также и путь будущего актёра, усвоить его опыт и, следовательно, понять его роль в спектакле и его возможности. Г. А. Товстоногов предполагал, что режиссёры, прошедшие через актёрскую школу, получат опыт, который облегчит им в будущем практическую работу с исполнителями, композиторами, музыкантами. У Георгия Александровича Товстоногова возникла идея создания спектакля-концерта, он же придумал название «Зримая песня».
По Товстоногову основой «зримой песни» являются следующие принципы:
- Гармония, соразмерность всех компонентов зрелища.
- Лаконизм театрального языка.
- Точность поэтического, музыкального ходов.
- Выразительность сценической метафоры.
- Проникновение в эмоциональный смысл песни, стихов, а не иллюстрации их сюжетов.

Было задумано как тренинг для режиссёрского воображения — сделать зримыми любимые молодёжные песни. Ведь настоящая песня, в сущности, очень драматургична, и важно найти её образное, зрительное решение, выразить её собственными стилистическими средствами — это ли не достойная работа для без пяти минут режиссёра?
— Из интервью Г. А. Товстоногова
Премьера спектакля состоялась 29 декабря 1965 года на сцене Ленинградского театра Ленинского комсомола.

## Сюжет
Спектакль «Зримая песня» состоял из восемнадцати коротких пьес-этюдов — музыкальных и хореографических — все они были поставлены студентами-режиссёрами «синтетического» курса. Весь спектакль разворачивался как непрерывное действие. Пролог и финал были сделаны на материале «Песни о Песнях» О. Фельцмана. «Песню любят, песню знают, песню люди понимают» — так начинался спектакль. В каждой пьесе в качестве актёров были заняты все студенты — и те, кто учились на актёрском отделении, и те кто собирались стать режиссёрами. Были представлены песни разных времен, жанров, национальной принадлежности, различного музыкально-поэтического качества. Среди поставленных песен было много популярных, таких как «И кто его знает» М. Исаковского и В. Захарова и «До свидания, мальчики» Б. Окуджавы. Каждая песня в спектакле перестала быть просто стихами, положенными на музыку. Незримые её герои, едва обозначенные, обрели лицо и характер, подчеркнули детали действия. Песни стали «выпуклыми», ожили. Студенты создавали свой спектакль с подъёмом, легкостью и энтузиазмом. Все музыкальные номера студенты исполняли сами, сами играли на музыкальных инструментах.
На сцене не использовались декорации. Юноши выступали в черных брюках и белых рубашках, девушки в черных, облегающих фигуру трикотажных гимнастических трико и юбках. Иногда этот наряд дополнялся отдельными деталями — пестрым платочком, зонтиком, веером или фуражкой. Парики и гримы не использовались. В композиции на песню Булата Окуджавы «До свидания, мальчики» фигуры марширующих мальчиков-солдат выхвачивались из темноты прожектором и проецировались в качестве огромных теней на заднем плане. Во время исполнения песни «Зонтики» П. Хертеля студенты использовали красные стулья как реквизит. То они становились на стулья и смотрели как-бы из окна вниз, то поднимали их над головами, превращая их то в крышу, то в зонтики.

## Создатели спектакля
- художественный руководитель — Г. А. Товстоногов
- режиссёры — В. Балашов, В. Воробьев, Борис Гершт, С. Нац, Е. Падве, В. Сошников[1]
- художник — В. Коршикова
- музыкальный руководитель — Э. Жучков
- дирижёр — Р. Левитан
- режиссёры-педагоги — А. Кацман и М. Рехельс

## Песни и исполнители
| Песня                          | Композитор                                | Автор текста                              | Исполнители |
| ------------------------------ | ----------------------------------------- | ----------------------------------------- | --- |
| «Про кита»                     | А. Эшпай                                  | Ю. Ким                                    | Все участники спектакля |
| «В лесу прифронтовом»          | М. Блантер                                | М. Исаковский                             | Дмитрий Бекоев, Виктор Костецкий                                                                                                 |
| «Марионетки»                   | Мелодия савойской песни                   | П. Ж. Беранже                             | Роман Литвинов, Альберт Миров, Юрий Хохлихов                                                                                     |
| «Песня Офелии»                 | А. Высотский                              | А. Вознесенский                           | Фаина Никитина, Вадим Яковлев |
| «Песня о короле Анри IV»       | Т. Хренников                              | А. Гладков                                | Юрий Хохликов |
| «Зонтики»                      | П. Хертель                                | Я. Славиковский (Русский текст Л. Куксо)  | Вадим Яковлев |
| «Болотные солдаты»             | Слова и музыка узников лагеря «Бёргемоор» | Слова и музыка узников лагеря «Бёргемоор» | Р. Литвинов, Л. Ниценко, В. Рындин, Л. Секирин                                                                                   |
| «Кейси Джонс»                  | Американская песня                        | Д. Хилл                                   | В. Ильичёв, С. Иванов, Ю. Хохликов                                                                                               |
| «Сапоги»                       | Слова и музыка Б. Окуджавы                | Слова и музыка Б. Окуджавы                | Фаина Никитина, Галина Филимонова, Вадим Яковлев, Владимир Тыкке                                                                 |
| «Подари на прощанье мне билет» | Американская народная мелодия             | Л. Хьюз                                   | Артисты театра |
| «И кто его знает»              | В. Захаров                                | М. Исаковский                             | Зоя Краснова, Людмила Лебедева, Виктор Ильичёв, Вадим Яковлев, Юрий Хохликов, Виктор Костецкий, Галина Воронова, Вячеслав Рындин |
| «Баллада о Мэкки-Ноже»         | К. Вайль                                  | Б. Брехт                                  | Г. Филимонова, В. Яковлев, С. Иванов, Ю. Хохликов, А. Балтер, А. Отморская                                                       |
| «Король-победитель»            | А. Дулов                                  |                                           | С. Иванов, Г. Воронова, В. Ильичёв, В. Тыкке, Д. Бекоев                                                                          |
| «Джеймс Кеннеди»               | Английская песня                          | Русский текст С. Фогельсона               | В. Яковлев, Р. Литвинов, В. Ильичёв, Л. Секирин                                                                                  |
| «Песенка о Ваньке Морозове»    | Слова и музыка Б. Окуджавы                | Слова и музыка Б. Окуджавы                | В. Ильичёв, В. Костецкий, Г. Воронова, С. Иванов, Л. Ниценко                                                                     |
| «До свидания, мальчики»        | Слова и музыка Б. Окуджавы                | Слова и музыка Б. Окуджавы                | Артисты театра |
| «Хуторок»                      | Русская народная песня                    | А. Кольцов                                | З. Краснова, В. Ильичёв, Р. Литвинов, В. Яковлев, В. Рындин, Ю. Хохляков, В. Костецкий, С. Иванов                                |
| «Марш энтузиастов»             | И. Дунаевский                             | В. Лебедев-Кумач                          | Все участники спектакля |

## Реакция зрителей
Спектакль был встречен с необыкновенным энтузиазмом. За два года существования «Зримой песни» было дано более 100 представлений и все они прошли с аншлагами.
Спектакль отвечал духу времени, в нём отразились надежды поколения на перемены, которые несла с собой хрущевская «оттепель» и первые относительно либеральные годы брежневского периода. Отход от традиционной драматургии, аскетизм сценического оформления, высокая духовность песенного материала, нонконформизм вызвали сильный отклик у молодого поколения зрителей, «зараженного» теми же нравственными и эстетическими ценностями. Это соответствие «сверхзадачи» спектакля «сверхожиданиям» публики во многом и предопределило феноменальный успех спектакля.

Сотни людей мечтали о лишнем билетике, некоторые из них стояли уже с самого начала Моховой и с надеждой спрашивали каждого проходящего: «Лишнего билетика не найдется?»
— Из воспоминаний Е. Р. Ганелина
С большим успехом спектакль гастролировал в стране и за рубежом.
- участвовал во Всесоюзном московском фестивале студенческих театров;
- завоевал звание лауреатов Международного фестиваля студенческих театров в Югославии (г. Загреб);
- выступал в театре «Ателье-212» в Белграде;
- выступал на сцене Учебного театра ВИТИЗа (г. София) и на болгарском телевидении;
- участвовал в Европейском фестивале студенческих театров во Франции (г. Нанси);
- выступал в парижском концертном зале «Олимпия».

## После выпуска
Велись многочисленные разговоры о том, что основной состав спектакля может стать ядром будущего молодёжного театра, который мог бы стать для Ленинграда тем, чем стал театр «Современник» для Москвы, но этого не случилось.
Спустя 20 лет после «Зримой песни» в 1985 году в мастерской Товстоногова был создан учебный спектакль «Песни памяти» — инсценировка песен о Великой Отечественной войне. В 1989 году был поставлен курсовой спектакль режиссёрского отделения «Всё сначала», который восстановил «Зримые песни».

## Фильмография
Полной записи спектакля не сохранилось, однако в 1966 году вышел на экраны фильм Юрия Егорова «Не самый удачный день» по сценарию Юлиана Семенова. В фильме используется отрывок из спектакля «Зримая песня», в котором исполняется этюд на песню Булата Окуджавы «До свидания, мальчики».